# Dillingham Airport

i7
i11
i13
Der Dillingham Airport (IATA-Code: DLG, ICAO-Code: PADL)  ist ein öffentlicher Flughafen, welcher sich 4 km westlich der Stadt Dillingham, in der alaskischen Dillingham Census Area befindet.
Nach Aufzeichnungen der amerikanische Luftfahrtbehörde zählte der Flughafen 42.927 zusteigende Passagiere im Jahre 2010.

## Infrastruktur und Flugzeuge
Der Flughafen Dillingham umfasst eine Fläche von 251 ha und befindet sich auf einer Höhe von 25 Metern über dem Meeresspiegel. Die Piste (01/19) aus Asphalt ist 1951 Meter lang und 46 Meter breit.
Zwischen September 2010 und August 2011 verzeichnete der Flughafen 50.892 Flugbewegungen: 72 % Lufttaxi, 26 % General Aviation (Allgemeine Luftfahrt) und 3 % kommerzielle Flüge.

## Zwischenfälle
- Am 4. Juni 1981 mussten die Piloten einer Convair CV-440/C-131E der US-amerikanischen Command Aviation (Luftfahrzeugkennzeichen N121CA) nach einem Ausfall des Triebwerks Nr. 2 (rechts) zum Ausgangspunkt zurückkehren, dem Flughafen Dillingham. In der Platzrunde überschoss das Flugzeug die Endanflugkurve, schwankte dreimal und prallte 0,5 Meilen vor der Landebahn 01 gegen Bäume. Alle drei Insassen, die beiden Besatzungsmitglieder und ein Passagier, überlebten den Unfall.[3]

- Am 10. Oktober 2001 verunglückte eine Cessna 208 der PenAir (N9530F), unterwegs von Dillingham nach King Salmon, kurz nach dem Start wegen Vereisung. Alle zehn Personen an Bord des Flugzeuges starben (siehe auch PenAir-Flug 350).[4]